# Disastro ambientale di Donora
Il Disastro ambientale di Donora del 1948 fu causato da un episodio di inversione termica che creò una cappa di smog sulla cittadina di Donora lungo il fiume Monongahela, 39 km a sud-est di Pittsburgh, tra il 27 ed il 31 ottobre del 1948. L'evento uccise direttamente 20 persone e ne intossicò altre 7.000.

## L'evento
Una densa cappa di smog iniziò a ristagnare sulla cittadina di Donora il 27 ottobre 1948, già dal giorno seguente iniziò a causare gravi problemi respiratori ai residenti nella valle del fiume Monongahela. Inizialmente le difficoltà a respirare e le prime morti furono attribuite a casi pregressi di asma. Il ristagno dello smog nella valle si protrasse fino alle piogge del 31 ottobre, che dispersero lo smog, lasciando 20 morti e circa un terzo della popolazione, di circa 14.000 abitanti, ammalata. Altri 50 residenti morirono, per malattie respiratorie, entro il mese seguente. Sessanta anni dopo il The New York Times lo ricorda come "uno dei peggiori disastri dovuti all'inquinamento atmosferico nella storia degli Stati Uniti". Ancora a dieci anni dal disastro, l'indice di mortalita a Donora rimaneva significatamene più alto rispetto alle comunità vicine.
L'acido fluoridrico ed il diossido di zolfo prodotti dalle lavorazioni condotte dalla industria dello zinco della United States Steel, la  Donora Zinc Works e dalla American Steel & Wire si diffondevano spesso fino all'abitato di Donora. L'evento del 1948 fu reso eccezionale da un'Inversione termica, una situazione atmosferica in cui uno strato di aria fredda rimane intrappolato dall'aria calda sovrastante e ristagna a lungo in una depressione orografica. Le emissioni inquinanti delle industrie si mischiarono all'umidità dell'aria, formando una densa nebbia giallastra che ristagnò su Donora per cinque giorni. I prodotti della decomposizione degli inquinanti emessi dalle fabbriche in atmosfera formarono una nebbia contenente acido solforico, diossido di azoto, fluoro ed altri gas velenosi.
Il capo dei vigili del fuoco locali, John Volk, accorrendo presso i cittadini in crisi respiratoria, dette fondo alla scorta di 23 metri cubi di ossigeno, comprendente anche quelle dei paesi vicini: McKeesport, Monessen, e Charleroi.
Solo la mattina del 31, domenica, in seguito ad una riunione fra i responsabili degli stabilimenti e gli amministratori, fu stabilito che la produzione fosse fermata. Con la pioggia della domenica stessa, che risolse la crisi di smog, la produzione riprese il lunedì mattina seguente.
Le ricerche successive valutarono come il maggior responsabile dello smog letale fosse la fabbrica di zinco, le cui emissioni inquinanti avevano distrutto la vegetazione per centinaia di metri intorno all'impianto. Il dottor Devra L. Davis, direttore del Center for Environmental Oncology dell'università di Pittsburgh, ha evidenziato come le autopsie dei deceduti nel disastro mostrassero dei livelli letali di fluoro. Il gas di fluoro, generato dal processo di produzione dello zinco, intrappolato dall'inversione termica al suolo, fu la principale causa dei decessi.